# Brevroman

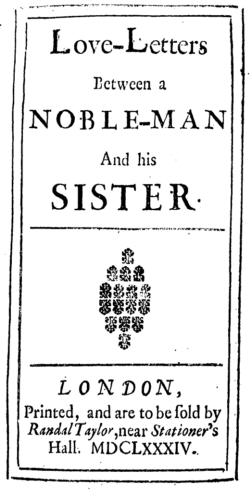
Försättssidan av Aphra Behns Love-Letters Between a Nobleman and His Sister (1684).

Brevromanen är en roman som utgörs av en samling fiktiva brev. Den vanliga formen är brev, men även mer eller mindre fiktiva samlingar av dagboksanteckningar och tidningsurklipp brukar räknas till denna genre. På senare tid har även elektroniska dokument, som mejl, radioinslag och ljudinspelningar kunnat räknas till genren. Brevromanen ger en realism och auktoritet åt skildringen genom att efterlikna vardagen.
Det finns föregångare till genren redan under 1600-talet, som Abélard och Héloïses brevväxling (tryckt 1616) och ”Lettres portugaises” De fem portugisiska kärleksbreven, kärleksbrev föregivet skrivna av en nunna. Genren blev framför allt populär under romantiken. Som den första fullt genomförda brevromanen ses Samuel Richardsons ”Pamela” (1740).

## Teorier om brevromaner
Det finns två teorier om brevromanens ursprung. Enligt den första teorin uppstod genren ur berättelser med inflikade brev, där berättandet kom att tonas ner till förmån för breven. Enligt den andra teorin uppstod brevromanen ur samlingar av poesi och brev. Båda teorierna har sina förtjänster.

## Kategorier inom genren
Brevromanerna indelas i tre kategorier:
- Monologiska brevromaner, som bara ger röst åt en person. Ett exempel på detta är von Goethes Den unge Werthers lidanden.
- Dialogiska brevromaner, som sker i dialog mellan två personer. Ett exempel på detta är Marie Jeanne Riccobonis Lettres de mistriss Fanni Butlerd (1757).
- Polylogiska brevromaner, där ett antal personer kommer till tals och därmed ger berättelsen ett varierat berättarperspektiv. Ett exempel på detta är Bram Stokers Dracula.

## Exempel på brevromaner
- Aphra Behn Love-Letters Between a Nobleman and His Sister (1684)
- Samuel Richardson, Pamela, or Virtue Rewarded (1740)
- John Cleland, Fanny Hill (1748)
- Marie Jeanne Riccoboni, Lettres de mistriss Fanni Butlerd (1757).
- Jean-Jacques Rousseau, Julie eller Den nya Héloïse (1761)
- Johann Wolfgang von Goethe, Den unge Werthers lidanden (1774)
- Choderlos de Laclos, Farliga förbindelser (1782)
- Mary Shelley, Frankenstein (1818)
- Fredrika Bremer, Grannarne (1837)
- Fjodor Dostojevskij, Arma människor (1846)
- Bram Stoker, Dracula (1897)
- Jean Webster, Pappa Långben (1912)
- Astrid Lindgren, Britt-Mari lättar sitt hjärta (1944)
- Sven Delblanc, Jerusalems natt (1983)
- Vladimir Oravsky, Dumma byxa ut och gå när man nappar på en tå (2004)
- Aravind Adiga, Den vita tigern (2008)
- Mary Ann Shaffer och Annie Barrows, Guernseys litteratur- och potatisskalspajssällskap (2008)
- Erik Edsbagge Engström och Oskar Sjöberg, Amarja (2019)[4]